# UGC 5692
UGC 5692 ist eine Zwerggalaxie im Sternbild Großer Bär, die etwa 8 Millionen Lichtjahre von der Milchstraße entfernt ist.